# Franz van den Zype

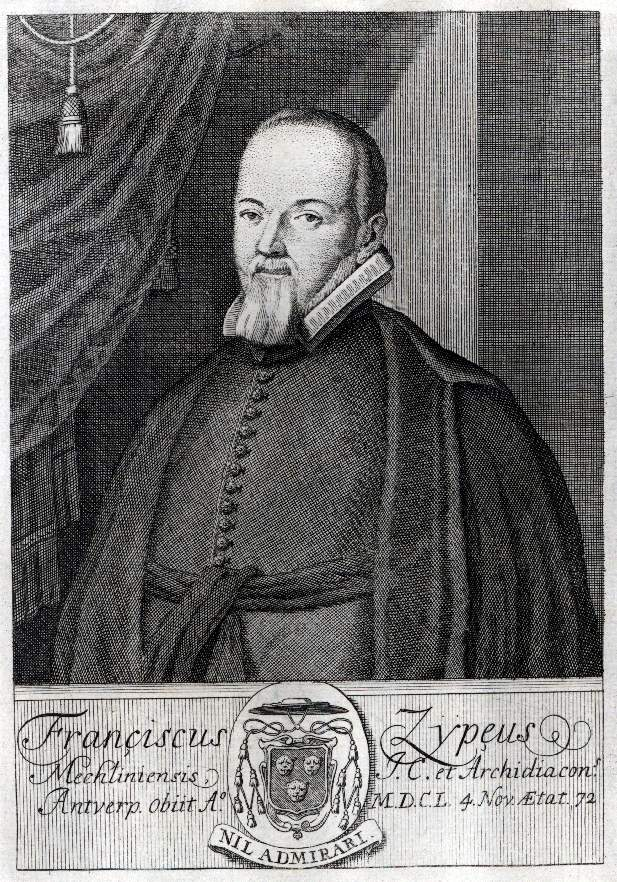
Franz van den Zype

Franz van den Zype, latinisiert Franziskus Zypaeus (auch: Frans van der Zypen, François van der Sypen), (* 1580 in Mechelen; † 4. November 1650 in Antwerpen) war ein flämischer Kanoniker und Kirchenrechtler.
Er stammte aus einer katholischen Patrizierfamilie. Wegen der Unruhen in seiner Geburtsstadt musste er in Antwerpen getauft werden. Er studierte zuerst Philosophie in Löwen, erhielt dort 1599 den Magistergrad und widmete sich dann dort auch der Jurisprudenz. Der Bischof von Antwerpen, Jean le Mire (Miraeus) berief ihn als seinen Sekretär und Domherrn. 1604 wurde er in Löwen zum Doktor der Jurisprudenz ernannt. Er blieb in der kirchlichen Verwaltung und wurde Apostolischer Protonotar, schließlich bischöflicher Generalvikar. Er verfasste eine Reihe bedeutsamer kirchenrechtlicher Werke, die ihn, entgegen der Zeitströmung, die im flandrisch-niederländischen Raum zu dieser Zeit eher dem Gallikanismus anhing, als streng romtreu erweist. (Quelle: Allgemeine Deutsche Biographie).

## Werke
- Juris pontificii novii ànalitica enarratio, Köln 1624, in-8
- Judex, magistratus, senator, libri tres, Antwerpen 1633, in-folio
- Noticia juris Belgici, Antwerpen, 1635, in-4
- Consultationes canonicae, pleraeque ex novissimo jure concilii Tridentini receptiorumque pontificum constitutionibus depromptae, Antwerpen 1640, in-folio
- Responsa de jure canonico prœsertim novissimo, Antwerpen 1645
- De jurisdictione ecclesiastica et civili libri quatuor, 1649
- Hiatus Jacobi Cassani obstructus, libri tres .... Es handelt sich dabei um eine Erwiderung auf das Werk des Jacques Cassan, königlicher Advokat von Béziers: Les Recherches des droits du roi et de la couronne de France sur les royaumes, duchés, comtés, villes et pays occupés par les princes étrangers ....
- Opera omnia, Antwerpen 1675